# Philodoria hauicola
Philodoria hauicola (tên tiếng Anh: Hau Leaf Miner) là một loài loài bướm thuộc họ Gracillariidae. Đây là loài đặc hữu của Kauai, Oahu, Maui và Hawaii.
Ấu trùng ăn các loài Hibiscus tiliaceus. Chúng ăn lá cây nơi chúng sống. Trên một lá cây lớn có thể có tới 60 con sâu. Ấu trùng phát triển từ con sâu để tạo thành kén màu trắng hình bầu dục, thường ở mặt lá trên, tuy nhiên đôi khi cũng có ở các bộ phận kề cận.